# Związki przenoszące energię
Związki przenoszące energię, związki wysokoenergetyczne – termin stosowany do określenia związków chemicznych, które w komórkach służą jako przenośniki energii chemicznej. Związki takie charakteryzują się duża wartością ΔG°' hydrolizy. Często określa się te związki jako zawierające "wiązanie wysokoenergetyczne" lub bogatoenergetyczne. Oznacza to, że zawierają łatwo ulegające rozerwaniu wiązanie co wiąże się z przenoszeniem grup fosforanowych lub innych. Chociaż każde wiązanie wymaga nakładu energii do rozerwania, to przesunięcie i utrzymanie nierównowagowych stosunków stężeń pozwala magazynować energię chemiczną. Najważniejszym związkiem przenoszącym energię  jest ATP, a energetycznie korzystna reakcja hydrolizy ATP jest sprzężona z wieloma niekorzystnie energetycznymi reakcjami. Inne nośniki zawierające grupy chemiczne połączone łatwymi do przeniesienie wiązaniami to:
1. NADH, NADPH, FADH2
2. Acetylo-CoA
3. Karboksybiotyna
4. S-Adenozylometionina
5. Urydynodifosfoglukoza[2].